# Club Atlético de Madrid 1981-1982
Questa voce raccoglie le informazioni riguardanti il Club Atlético de Madrid nelle competizioni ufficiali della stagione 1981-1982.

## Stagione
Nella stagione 1981-1982 i colchoneros, allenati da Carriega e successivamente da José Luis García Traid, terminarono il campionato all'ottavo posto. In seguito alla sconfitta per 3-2 subita in rimonta nei minuti finali contro il Real Madrid, ci furono aspre dichiarazioni da parte del presidente Alfonso Cabeza, che accusava pesantemente i rivali concittadini. Tali dichiarazioni lo portarono prima a una sospensione da parte della RFEF e in seguito alle sue dimissioni. In Coppa del Re l'Atlético Madrid venne eliminato ai quarti di finale dai concittadini del Real Madrid. In Coppa UEFA i Rojiblancos persero al primo turno contro i portoghesi del Boavista.

## Maglie e sponsor
| Manica sinistra · Manica sinistra · Maglietta · Maglietta · Manica destra · Manica destra · Pantaloncini · Calzettoni |

## Rosa
| N. |                   | Ruolo | Calciatore               |
| -- | ----------------- | ----- | ------------------------ |
| -  | Spagna (bandiera) | P     | José Navarro Aparicio    |
| -  | Spagna (bandiera) | P     | Ángel Jesús Mejías       |
| -  | Spagna (bandiera) | P     | José Aguinaga            |
| -  | Spagna (bandiera) | D     | Balbino                  |
| -  | Spagna (bandiera) | D     | Clemente                 |
| -  | Spagna (bandiera) | D     | Julio Alberto Moreno     |
| -  | Spagna (bandiera) | D     | Marcelino                |
| -  | Spagna (bandiera) | D     | Miguel Ángel Ruiz García |
| -  | Spagna (bandiera) | D     | Juanjo                   |
| -  | Spagna (bandiera) | D     | Juan Carlos Arteche      |
| -  | Spagna (bandiera) | C     | Quique Ramos             |

| N. |                      | Ruolo | Calciatore             |
| -- | -------------------- | ----- | ---------------------- |
| -  | Brasile (bandiera)   | C     | Dirceu                 |
| -  | Spagna (bandiera)    | C     | Ricardo Ortega Mínguez |
| -  | Spagna (bandiera)    | C     | Eugenio Leal           |
| -  | Spagna (bandiera)    | C     | Luis Enrique Marián    |
| -  | Spagna (bandiera)    | C     | Pedro Pablo            |
| -  | Spagna (bandiera)    | A     | Juan José Rubio        |
| -  | Argentina (bandiera) | A     | Mario Cabrera          |
| -  | Messico (bandiera)   | A     | Hugo Sánchez           |
| -  | Spagna (bandiera)    | A     | Marcos Alonso Peña     |
| -  | Spagna (bandiera)    | A     | Rubén Cano             |

## Risultati

### Primera División

#### Girone di andata
| Arbitro: | García Carrión |

|                     |           |  |
| Ruiz 60’ Marcos 79’ | Marcatori |  |

| Arbitro: | Enríquez Negreira |

|                             |           |            |
| Santillana 20’ Stielike 67’ | Marcatori | 48’ Quique |

| Arbitro: | García de Loza |

|            |           |  |
| Dirceu 57’ | Marcatori |  |

| Arbitro: | Sánchez Arminio |

|              |           |  |
| Dieguito 20’ | Marcatori |  |

| Arbitro: | Jiménez Madrid |

|                                    |           |           |
| Cabrera 30’ Arteche 41’ Quique 56’ | Marcatori | 18’ Juani |

| Arbitro: | Burgos Núñez |

|                            |           |                      |
| Gomes 21’, 32’ Joaquín 56’ | Marcatori | 16’ Ruiz 79’ Mínguez |

| Arbitro: | Martín Navarrete |

|                                |           |  |
| Dirceu 44’ Marcos 65’ Cano 56’ | Marcatori |  |

| Arbitro: | Ramos Marcos |

|                         |           |  |
| Schuster 24’ Víctor 36’ | Marcatori |  |

| Madrid 8 novembre 1981 9ª giornata | Atlético Madrid | 0 – 0 referto | Racing Santander | Vicente Calderón\| Arbitro: \| Andújar Oliver \| |
| Arbitro:                           | Andújar Oliver  |               |                  |                                                  |

| Arbitro: | Riera Morro |

|                |           |  |
| Satrústegui 4’ | Marcatori |  |

| Arbitro: | Pes Pérez |

|                       |           |            |
| Gilberto 31’ Moré 80’ | Marcatori | 44’ Marcos |

| Arbitro: | Crespo Aurre |

|             |           |                     |
| Arteche 27’ | Marcatori | 19’ Santi 24’ César |

| Arbitro: | García de Loza |

|  |           |             |
|  | Marcatori | 83’ Sánchez |

| Arbitro: | Urizar Azpitarte |

|                    |           |  |
| Sánchez 41’ (rig.) | Marcatori |  |

| Arbitro: | Martín Navarrete |

|             |           |  |
| Arnesen 20’ | Marcatori |  |

| Arbitro: | Riera Morro |

|             |           |  |
| Arteche 72’ | Marcatori |  |

| Arbitro: | Sánchez Arminio |

|  |           |             |
|  | Marcatori | 47’ Sánchez |

#### Girone di ritorno
| Arbitro: | Borrás del Barrio |

|                            |           |  |
| Goikoetxea 21’ Sarabia 63’ | Marcatori |  |

| Arbitro: | Urizar Azpitarte |

|                      |           |                                            |
| Rubio 21’ Marcos 34’ | Marcatori | 43’ Gallego 83’ (rig.) Stielike 85’ Pineda |

| Arbitro: | Jiménez Madrid |

|                          |           |           |
| Diarte 19’, 28’ Romo 41’ | Marcatori | 23’ Rubio |

| Arbitro: | Crespo Aurre |

|             |           |  |
| Sánchez 60’ | Marcatori |  |

| Arbitro: | Urío Velázquez |

|              |           |                        |
| Saavedra 89’ | Marcatori | 49’ Marián 54’ Sánchez |

| Arbitro: | Merino González |

|            |           |           |
| Marián 43’ | Marcatori | 16’ Gomes |

| Arbitro: | Ausocúa Sanz |

|                             |           |  |
| Viña 34’ Planelles 66’, 84’ | Marcatori |  |

| Arbitro: | Andújar Oliver |

|  |           |             |
|  | Marcatori | 51’ Zuviría |

| Arbitro: | Merino González |

|           |           |  |
| Verón 20’ | Marcatori |  |

| Arbitro: | García de Loza |

|                        |           |  |
| Arteche 70’ Dirceu 72’ | Marcatori |  |

| Arbitro: | Crespo Aurre |

|                        |           |  |
| Balbino 11’ Quique 71’ | Marcatori |  |

| Arbitro: | Gutiérrez Fernández |

|           |           |  |
| López 44’ | Marcatori |  |

| Arbitro: | Damín Rendón |

|            |           |  |
| Cabrera 5’ | Marcatori |  |

| Arbitro: | Urío Velázquez |

|                              |           |                       |
| Amarilla 2’ Pichi Alonso 34’ | Marcatori | 31’ Marcos 79’ Quique |

| Arbitro: | Martín Navarrete |

|                        |           |            |
| Dirceu 58’ Sánchez 81’ | Marcatori | 59’ Gálvez |

| Arbitro: | Jiménez Madrid |

|                       |           |                          |
| Giménez 11’ Murúa 80’ | Marcatori | 28’ P. Paolo 38’ Sánchez |

| Arbitro: | Ramos Marcos |

|                             |           |            |
| Ruiz 50’ Sánchez 79’ (rig.) | Marcatori | 86’ Bayona |

### Coppa del Re
| Arbitro: | Merino González |

|                  |           |                                         |
| Sebas 27’ (rig.) | Marcatori | 10’, 42’ Arteche 47’ Rubio 89’ P. Pablo |

| Madrid 5 novembre 1981 Secondo Turno – Ritorno | Atlético Madrid | 0 – 0 referto | Manchego | Vicente Calderón\| Arbitro: \| Ausocúa Sanz \| |
| Arbitro:                                       | Ausocúa Sanz    |               |          |                                                |

| Arbitro: | Merino González |

|               |           |             |
| Cañizares 26’ | Marcatori | 63’ Cabrera |

| Arbitro: | Ramos Marcos |

|                                      |           |                |
| Sánchez 46’, 60’ (rig.), 120’ (rig.) | Marcatori | 7’, 86’ Manolo |

| Arbitro: | Andújar Oliver |

|            |           |                      |
| Juanjo 70’ | Marcatori | 35’ Cabrera 41’ Ruiz |

| Arbitro: | Esquerdo Guerrero |

|                      |           |                 |
| Ruiz 75’ Sánchez 90’ | Marcatori | 65’ Amutxastegi |

| Arbitro: | Garcia Carrión |

|           |           |  |
| Rubio 15’ | Marcatori |  |

| Barcellona 27 gennaio 1982 Ottavi di finale – Ritorno | Barcellona      | 0 – 0 referto | Atlético Madrid | Camp Nou (74 500 spett.)\| Arbitro: \| Sánchez Arminio \| |
| Arbitro:                                              | Sánchez Arminio |               |                 |                                                           |

| Madrid 3 febbraio 1982 Quarti di finale – Andata | Real Madrid    | 0 – 0 referto | Atlético Madrid | Santiago Bernabéu (80 000 spett.)\| Arbitro: \| Garcia Carrión \| |
| Arbitro:                                         | Garcia Carrión |               |                 |                                                                   |

| Arbitro: | Sánchez Arminio |

|  |           |             |
|  | Marcatori | 73’ Gallego |

### Coppa UEFA
| Arbitro: | Hunting |

|                                                      |           |              |
| Vital 6’ J. Silva 17’ Diamantino 74’ R. Palhares 88’ | Marcatori | 61’ P. Pablo |

| Arbitro: | Horstmann |

|                                |           |                |
| Dirceu 9’, 61’ Cano 87’ (rig.) | Marcatori | 44’ Diamantino |

## Statistiche

### Statistiche di squadra
| Competizione     | Punti | Totale | Totale | Totale | Totale | Totale | Totale | DR  |
| Competizione     | Punti | G      | V      | N      | P      | Gf     | Gs     | DR  |
| ---------------- | ----- | ------ | ------ | ------ | ------ | ------ | ------ | --- |
| Primera División | 34    | 34     | 15     | 4      | 15     | 38     | 37     | +1  |
| Coppa del Re     | -     | 10     | 5      | 4      | 1      | 14     | 7      | +7  |
| Coppa UEFA       | -     | 2      | 1      | 0      | 1      | 4      | 5      | -1  |
| Totale           | 34    | 46     | 21     | 8      | 17     | 66     | 49     | +17 |